# Везолек, Иоганн
Иоганн Везолек (25 августа 1907 — 10 июня 1968) — член разведывательной сети «Красная капелла», писатель.

## Биография
Родился 25 августа 1907 года в Берлине, старший сын фрезеровщика Станислава Везолека и его жены Фриды, урожденной Хюбнер. Окончил народную школу, год обучался в торговом училище, два года работал в корабельной конторе, затем переменил свою специальность и стал служить в радиомагазине своего дяди Артура Хюбнера в Крайцберге на Блюхерштрассе.
После окончания школы стал членом Коммунистического союза молодежи Германии, с 1924 года руководитель группы КСМГ, В 1925 году был исключен из союза. В феврале 1929 женился на Фриде Борн, от этого брака у него родилось двое детей. В том же году открыл собственное торговое предприятие по продаже радиоприемников в подвальном помещении в Берлин-Крейцберг на Кеппенигштрассе, которое вынужден был закрыть годом позже из нерентабельности.
Примерно в 1930 году помощник продавца в магазине радиоприемников и фотоаппаратов у своего дяди Макса Хюбнера в Берлин-Шенеберге на Гебенштрассе 18. Здесь он работал по фальшивому паспорту, поддерживая конспиративные связи. В начале 1933 года вновь вернулся к самостоятельной деятельности и открыл мастерскую по ремонту фотоаппаратов на своей квартире в Берлин-Бритце.
Дальнейшие контакты осуществлял с советскими разведчиками, от которых получал различные задания, живя под вымышленным именем. В 1933 году изучил азбуку морзе и освоил работу на радиопередатчике. Конструировал радиоприборы, продолжая в то же время заниматься фотоработами. В 1936 году его фотоателье закрылось, и он прекратил свои конспиративные контакты.
С 1937 года Везолек работал в различных радиотехнических фирмах; в 1939 году поступил на фирму Телефункен. Вместе со своей семьей в этот период проживал в Берлине на Геловерштрассе 18.
Арестован 19 октября 1942 года на квартире в Берлин-Бритце на Геловерштрассе 18. Доставлен в центральное гестапо на Принцальбрехтштрассе 18. 30 апреля 1943 года переведён в следственную тюрьму Альт-Моабит 12а. Процесс проведён 28 мая 1943 года Имперским военным судом. Приговорен к 15 годам тюрьмы за предательство и подделку документов.
27 апреля 1945 года освобожден. После войны жил в Ростоке, стал писателем. Скончался в 1968 году.

## Труды
- Riffe
- Labor hinter Gittern